# Poecilanthrax sackenii
Poecilanthrax sackenii är en tvåvingeart som först beskrevs av Daniel William Coquillett 1887.  Poecilanthrax sackenii ingår i släktet Poecilanthrax och familjen svävflugor. Inga underarter finns listade i Catalogue of Life.